# 柳沢里顕
柳沢 里顕（やなぎさわ さとあき、文化6年10月28日（1809年12月5日） - 天保13年12月17日（1843年1月17日））は、越後三日市藩の6代藩主。官位は従五位下、弾正少弼。幼名は包三郎。初名は正鳳。

## 経歴
大和郡山藩主柳沢保光の九男として誕生、従兄である三日市藩主柳沢里世の養子となる。文政8年（1825年）11月1日、将軍徳川家斉に拝謁する。文政9年（1826年）4月8日、里世の隠居により家督を相続する。在世当時、藩財政は極度に悪化し、2000両を超える巨額の借財が累積したという。同年12月16日、従五位下・弾正少弼に叙任する。文政11年（1828年）9月2日、日光祭礼奉行を命じられる。文政12年（1829年）2月11日、大坂加番を命じられる。天保7年（1836年）4月2日、日光祭礼奉行を命じられる。天保13年に死去し、跡を長男の泰孝が継いだ。

## 系譜
父母
- 柳沢保光（実父）
- 柳沢里世（養父）

正室
- 英子 - 柳沢里世の娘（正室）
- 八代子 - 堀直庸の娘（継室）

子女
- 柳沢泰孝（長男） 生母は八代子
- 最上義僭正室、のち本多忠紀正室
- 小笠原忠幹継室
- 新見正典室